# Артур Леонард Шавлов
Артур Леонард Шавлов (англ. Arthur Leonard Schawlow; 5 травня 1921 — 28 квітня 1999) — американський фізик, лауреат Нобелівської премії з фізики 1981 року «за внесок у розвиток лазерної спектроскопії» спільно з Ніколасом Бломбергеном. Артур Шавлов і Чарлз Таунс першими запатентували лазер.